# Supercopa de Chile 2014
A Supercopa do Chile de 2014 foi a 2ª edição desta competição, uma partida anual organizada pela Asociación Nacional de Fútbol Profesional (ANFP) na qual se enfrentaram O'Higgins campeão da Primeira Divisão do Campeonato Chileno de 2013 Apertura e Deportes Iquique campeão da Copa do Chile de 2013-14. A partida foi realizada em 3 de maio de 2014. O O'Higgins venceu a partida por 3–2 nos pênaltis, após um empate de 1–1, e faturou sua primeira taça da competição.

## Participantes
Os times participantes foram O'Higgins e Deportes Iquique, campeões da Primeira Divisão Chilena de 2013 Apertura e Copa do Chile de 2013-14.
| Clube            | Classificação                                        | Participações anteriores |
| ---------------- | ---------------------------------------------------- | ------------------------ |
| O'Higgins        | Campeão da Primeira Divisão Chilena de 2013 Apertura | 0 (nenhuma)              |
| Deportes Iquique | Campeão da Copa do Chile de 2013-14                  | 0 (nenhuma)              |

## Partida
| 3 de maio de 2014                                                                                 | O'Higgins           | 1 – 1 (3 – 2 pen.)                                                                                      | Deportes Iquique  | Santiago                                                                                    |  |
| 16:30                                                                                             | - Luis Figueroa 38' | Relatório                                                                                               | - 5' Rodrigo Díaz | Estádio: Estádio San Carlos de Apoquindo Público: 7 000 espectadores Árbitro: Roberto Tobar |  |
|                                                                                                   |                     | Penalidades                                                                                             |                   |                                                                                             |  |
| - Yerson Opazo - Osmán Huerta - Diego Chaves - Nicolás Vargas - Mariano Uglessich - Luis Figueroa |                     | - Mauricio Zenteno - Santiago Romero - César Pinares - Rodrigo Díaz - Manuel Villalobos - Rodrigo Brito |                   |                                                                                             |  |

| O'Higgins | Deportes Iquique |

## Premiação
| Supercopa do Chile de 2014     |
| ------------------------------ |
| O'Higgins Campeão (1.º título) |